# Baba Ana
Baba Ana es una comuna ubicada en el distrito de Prahova, Rumania.

## Superficie
Posee una superficie de 78,87 kilómetros cuadrados.

## Demografía
Hasta 2021 la población era de 3546 habitantes, con una densidad de población de 44,96 habitantes por kilómetro cuadrado.